# Șapoșnîkove (Ielîseienkove), Sumî
Șapoșnîkove (în ucraineană Шапошникове) este un sat în comuna Ielîseienkove din raionul Sumî, regiunea Sumî, Ucraina.

## Demografie
Componența lingvistică a localității Șapoșnîkove
     Ucraineană (94,74%)
     Rusă (5,26%)
Conform recensământului din 2001, majoritatea populației localității Șapoșnîkove era vorbitoare de ucraineană (94,74%), existând în minoritate și vorbitori de rusă (5,26%).